# Liste der rumänischen Orden und Ehrenzeichen
Diese Liste enthält von Rumänien verliehene Orden und Ehrenzeichen.

Wappen des Fürstentums Rumänien 1872 bis 1882

## Fürstentum

Wappen des Fürstentums Rumänien 1867 bis 1872

- Orden des Regierenden Hauses (1841) – als Fürstlich Hohenzollernscher Hausorden
- Medaille des Regierenden Hauses (1841) – als Fürstlich Hohenzollernsche Ehrenmedaille
- Medaille „Pro virtute militari“ (1860)
- Medaille für Hingabe und Mut (1864)
- Stern von Rumänien (1864)
- Militär-Verdienst-Medaille (1866)
- Ehrenzeichen für 18 und 25 Dienstjahre (1872)
- Medaille bene merenti (Rumänien) (1876)
- Elisabeth-Kreuz (1878)
- Treudienst-Medaille (1878)
- Donau-Übergangs-Kreuz (1878)
- Medaille für die Verteidiger der Unabhängigkeit (1878)
- Militär-Tapferkeitsmedaille (1880)

## Königreich

Wappen des Königreichs Rumänien 1881 bis 1921

- Orden der Krone von Rumänien (1881)
- Medaille zur Belohnung der Arbeit im öffentlichen Dienst (1898)
- Medaille für Mannhaftigkeit und Treue (1903)
- Orden Carol I. (1906)
- Treuedienst-Kreuz (1906)
- Karl I.-Jubiläums-Medaille (1906)
- Medaille zur Belohnung der Arbeit für die Kirche (1906)
- Kreuz des Regierenden Hauses (1910)
- Medaille für Verdienst um Handel und Gewerbe (1912)
- Sanitäts-Verdienst-Kreuz (1913)
- Medaille Begeisterung des Landes (1913)
- Militär-Dienstauszeichnung für 15 und 20 Jahre (1913)
- Militärorden Michael der Tapfere (1916)
- Königin-Maria-Kreuz (1917)
- Kreuz zur Erinnerung an den Krieg 1916–1919 (1918)
- Invaliden-Abzeichen des Krieges 1918 (1918)
- Siegesmedaille (1921)
- Medaille zur Belohnung für Verdienste um den Schulbau (1923)
- See-Tapferkeitsmedaille (1926)
- Medaille zur Erinnerung an die Verkündung der Unabhängigkeit (1927)

- Ferdinand I.-Medaille (1929)
- Orden Ferdinand I. (1929)
- Flieger-Tapferkeits-Orden (1930)

Wappen des Königreichs Rumänien 1921 bis 1947

- Ehrenzeichen für 40 Dienstjahre (1930)
- Kultur-Verdienst-Orden (1931)
- Medaille für fliegerische Tapferkeit (1931)
- Orden Für Verdienst (1931)
- Medaille Belohnung der Arbeit von 25 Jahren im Staatsdienst (1931)
- Treudienst-Orden (1932)
- Landwirtschafts-Verdienst-Orden (1932)
- Landwirtschafts-Verdienst-Medaille (1932)
- Ehrenzeichen vom Rumänischen Adler (1933)
- Pelesch-Medaille (1933)
- König Karl II.-Erinnerungsmedaille (1934)
- Bene Merenti-Orden des Regierenden Hauses (1935)
- Bene Merenti-Medaille des Regierenden Hauses (1935)
- Ehrenkreuz Für Verdienst (1937)
- König Karl I.-Erinnerungsmedaille (1939)
- Bene-Merenti-Kreuz für Rettung (1940)
- St. Georgsorden (1940)
- Freiwilligen-Abzeichen des Krieges 1916–1919 (1940)
- Medaille zur Erinnerung an den Kreuzzug gegen den Kommunismus (1942)
- Abzeichen der Invaliden des Krieges für die Wiedervereinigung der Nation (1942)
- Erinnerungszeichen der im Kriege für die Wiedervereinigung der Nation gefallenen Helden (1942)
- Medaille für Soldaten aus Bessarabien und der Bukowina (1943)
- Medaille Lohn der Rumänischen Arbeit (1943)
- Plakette für Musterbetriebe (1943)
- Orden 23. August 1944 (1945)
- Orden der Landeswacht
- Landeswacht-Medaille
- Ehrenzeichen für Verdienste um die Landeswacht
- Ehrenzeichen „Pro Virtute“
- Flieger-Abzeichen

## Volksrepublik bzw. Sozialistische Republik

Staatswappen von 1952 bis 1965

- Stern der Volksrepublik Rumänien (1948)
- Arbeitsorden (1948)
- Orden Verteidigung des Vaterlandes (1949)
- Medaille der Arbeit (1949)
- Medaille „Befreiung vom faschistischen Joch“ (1949)
- Orden „Heldenmutter“ (1951)
- Orden „Mutterruhm“ (1951)
- Mutterschaftsmedaille (Rumänien) (1951)
- Titel „Held der sozialistischen Arbeit“ (1951)
- Goldene Medaille „Sichel und Hammer“ (1951)
- Medaille zur Erinnerung an das fünfjährige Bestehen der Volksrepublik Rumänien (1952)
- Medaille für Tapferkeit (1953–1958) Die Medalia pentru vitejie wurden per Dekret Nr. 37/1953 gestiftet und aufgehoben per Dekret 22/1958. Verleihungen haben nicht stattgefunden. Es liegen auch keine Abbildungen oder Originalstücke vor.
- Medaille für besondere Dienste zur Verteidigung der Staatsordnung (1953)
- Medaille zur Erinnerung an die vor 10 Jahren erfolgte Aufstellung der ersten Einheiten der rumänischen Volksarmee (1953)
- Militär-Verdienst-Orden (1954)
- Militär-Verdienst-Medaille (1954)
- Medaille für Brandbekämpfung (1955)
- Medaille „Wache über das Vaterland“ (1957)
- Medaille zur Erinnerung an das 50-jährige Jubiläum des Bauernaufstandes von 1907 (1957)
- Orden für besonders geleistete Dienste zur Verteidigung der sozialistischen Ordnung und des Staates (1958)
- Medaille zum 25-jährigen Jubiläum der heldenhaften Kämpfe der Eisenbahner und Petroleumarbeiter (1958)
- Orden 23. August 1944 (1959)
- Medaille Soldatische Tapferkeit (1959)
- Medaille 40. Jahrestag der Gründung der Rumänischen Kommunistischen Partei (1961)
- Medaille zu Ehren des Abschlusses der Kollektivierung der Landwirtschaft (1962)
- Orden „Im Dienste des Sozialistischen Vaterlandes“ (1963)
- Medaille zum 20. Jahrestag der Gründung der Streitkräfte der Sozialistischen Republik Rumänien (1964)
- Medaille zum 20. Jahrestag des befreiten Vaterlandes (1964)

Staatswappen von 1965 bis 1989

- Stern der Sozialistischen Republik Rumänien (1966)
- Orden Tudor Vladimirescu (1966)
- Orden Für wissenschaftliches Verdienst (1966)
- Kultur-Verdienst-Orden (1966)
- Sport-Verdienst-Orden (1966)
- Medaille Tudor Vladimirescu (1966)
- Medaille für wissenschaftliches Verdienst (1966)
- Kultur-Verdienst-Medaille (1966)
- Sanitäts-Verdienst-Medaille (1966)
- Sport-Verdienst-Medaille (1966)
- Sanitäts-Verdienst-Orden (1969)
- Medaille zum 25. Jahrestag des befreiten Vaterlandes (1969)
- Medaille 50. Jahrestag der Gründung der Rumänischen Kommunistischen Partei (1971)
- Orden Sieg des Sozialismus (1971)
- Medaille zur Erinnerung an die Proklamation der Republik vor 25 Jahren (1972)
- Medaille zum 30. Jahrestag der Befreiung Rumäniens von der faschistischen Herrschaft (1974)
- Medaille zum 30. Jahrestag der Gründung der Streitkräfte der Sozialistischen Republik Rumänien (1974)
- Landwirtschafts-Verdienst-Orden (1974)
- Medaille zum 40. Jahrestag der Revolution und der sozialen und nationalen, antifaschistischen und antiimperialistischen Befreiung (1984)
- Medaille „Donau-Schwarzmeer-Kanal“ (1984)
- Orden „Held der Neuen Landwirtschaftlichen Revolution“ (1986)
- Medaille zum 25. Jahrestag des Abschlusses der Kollektivierung der Landwirtschaft in der Sozialistischen Republik Rumänien (1987)

### Ehrentitel
Die Ehrentitel der R.P.R. wurden mit Änderung des Landeskürzels in R.S.R. entsprechend abgewandelt.
- Held der sozialistischen Arbeit der R.P.R.
- Verdienter Wissenschaftler der R.P.R.
- Künstler des Volkes der R.P.R.
- Verdienter Künstler der R.P.R.
- Verdienter Meister der Künste der R.P.R.
- Verdienter Hochschul-, Gymnasial-, Realschul- oder Hauptschullehrer der R.P.R.
- Verdienter Grundschullehrer der R.P.R.
- Verdienter Arzt der R.P.R.
- Verdientes Künstlerkollektiv der R.P.R.
- Heldenmutter
- Verdienter Techniker der Tierzucht des R.P.R.
- Verdienter Veterinär der R.P.R.

## Republik

Staatswappen seit 2016

### Nationale Verdienstorden
in protokollarischer Reihenfolge:
1. "Steaua României"
2. Ordinul național "Serviciul Credincios" (Treue Dienste)
3. Ordinul național "Pentru Merit" (Für Verdienste)
4. Crucea națională "Serviciul Credincios" (Treue Dienste)
5. Verdienstmedaille "Serviciul Credincios" (Treue Dienste)
6. Verdienstmedaille "Pentru Merit" (Für Verdienste)

### Gedenkzeichen
1. Ordinul "Victoria Revoluției Române din Decembrie 1989" (Siegeszeichen der Rumänischen Revolution vom Dezember 1989)
2. Crucea Comemorativa a celui de-al doilea Razboi Mondial, 1941–1945 (Gedenkkreuz an den Zweiten Weltkrieg)
3. Medalia Comemorativă "150 de ani de la nașterea lui Mihai Eminescu" (Gedenkmedaille 150 Jahre Geburt Mihai Eminescu)

### Militärverdienstzeichen im Frieden
1. Ordinul "Virtutea Militară" (Militärverdienstzeichen)
2. Ordinul "Virtutea Aeronautică" (Luftwaffenverdienstzeichen)
3. Ordinul "Virtutea Maritimă" (Marineverdienstzeichen)
4. Ordinul "Bărbăție și Credință" (Mut und Treue)
5. Medalia "Virtutea Militară" (Militärverdienstmedaille)
6. Medalia "Virtutea Aeronautică" (Luftwaffenverdienstmedaille)
7. Medalia "Virtutea Maritimă" (Marineverdienstmedaille)
8. Medalia "Bărbăție și Credință" (Medaille für Mut und Treue)

### Militärverdienstorden im Krieg
- Ehrenkreuz für Damen
- Mihai Viteazul Orden

### Zivilverdienstorden
1. Ordinul "Meritul Agricol" (Agrarverdienstorden)
2. Ordinul "Meritul Cultural", cat.A (literatura) (Kulturverdienstorden – Literatur)
3. Ordinul "Meritul Cultural", cat.B (Kulturverdienstorden – Musik)
4. Ordinul "Meritul Cultural", cat.C (Kulturverdienstorden – bildende Kunst)
5. Ordinul "Meritul Cultural", cat.D (arta spectacolului) (Kulturverdienstorden – darstellende Kunst)
6. Ordinul "Meritul Cultural", cat.E (patrimoniul cultural național) (Kulturverdienstorden – Nationales Kulturerbe)
7. Ordinul "Meritul Cultural", cat.F (promovarea culturii) (Kulturverdienstorden – Kulturförderung)
8. Ordinul "Meritul Cultural", cat.G (cultele)(Kulturverdienstorden – Religion)
9. Ordinul "Meritul Cultural", cat.H (cercetarea științifică) (Kulturverdienstorden – Wissenschaft und Forschung)
10. Ordinul "Meritul Cultural", cat.I (arhitectura) (Kulturverdienstorden – Architektur)
11. Ordinul "Meritul Diplomatic" (Verdienstorden des Diplomatischen Dienstes)
12. Ordinul "Meritul Industrial și Comercial" (Verdienstorden für Handel und Industrie)
13. Ordinul "Meritul pentru Învățământ" (Verdienstorden für Bildung und Unterricht)
14. Ordinul "Meritul Sanitar" (Verdienstorden für Medizinische Dienste)
15. Ordinul "Meritul Sportiv" (Sportverdienstorden)
16. Medalia "Meritul Agricol" (Agrarverdienstmedaille)
17. Medalia "Meritul Cultural", cat.A (literatura)
18. Medalia "Meritul Cultural", cat.B (muzica)
19. Medalia "Meritul Cultural", cat.C (artele plastice)
20. Medalia "Meritul Cultural", cat.D (arta spectacolului)
21. Medalia "Meritul Cultural", cat.E (patrimoniul cultural național)
22. Medalia "Meritul Cultural", cat.F (promovarea culturii)
23. Medalia "Meritul Cultural", cat.G (cultele)
24. Medalia "Meritul Cultural", cat.H (cercetarea științifică)
25. Medalia "Meritul Cultural", cat.I (arhitectura)
26. Medalia "Meritul Diplomatic"
27. Medalia "Meritul Industrial și Comercial"
28. Medalia "Meritul pentru Învățământ"
29. Medalia "Meritul Sanitar"
30. Medalia "Meritul Sportiv"

### Dienstzeichen
1. Semnul Onorific "Vulturul Romaniei" (Dienstzeichen "Adler von Rumänien" für Parlamentsmitglieder)
2. Semnul Onorific "Rasplata Muncii in Serviciul Public" (Beamtendienstzeichen)
3. Semnul Onorific "În Serviciul Patriei" pentru ofițeri și funcționari publici cu statut special (für Offiziere und öffentl. Dienst)
4. Semnul Onorific "În Serviciul Patriei" pentru maiștri militari, subofițeri și funcționari publici cu statut special (für Unteroffiziere und öffentl. Dienst)